# Paramaca (langue)
Pour un article plus général, voir Nenge tongo.
Cet article concerne la langue paramaca. Pour le peuple paramaca, voir Paramacas.
Le paramaca ou paramaccan est une langue créole anglo-portugaise parlée par les Paramacas au Suriname et en Guyane. Il fait partie de la langue des Aluku, des Ndjuka et des Paramaka.